# Martin Ntoungou Mpile
Martin Ntoungou Mpile est un ancien joueur de football camerounais. Le 28 mai 2024, il est désigné entraineur des Lions indomptables par Samuel Eto'o, en remplacement de Marc Brys.

## Biographie

### Enfance, éducation et débuts
Martin Ntoungou Mpile est né le 6 janvier 1958 au Cameroun.

### Carrière
Martin Ntoungou Mpile est plusieurs fois entraineur des lions pour la CHAN,,. Il est assistant de l'entraineur principal des Lions "A",,,.
En 2008, il fait partie de la campagne qui accompagne l'équipe olympique des lions. En 2011, il est sélectionneur des Lions U-20. En 2016, il dirige l'équipe des Lions à la CHAN. Le 28 mai 2024, il est désigné entraineur des Lions indomptables par Samuel Eto'o, , en remplacement de Marc Brys,.

## Affaire Minsep - Fecafoot
Le 28 mai 2024, se produit une altercation au siège de la Fecafoot entre Samuel Eto'o et Cyrille Tollo, conseiller technique au ministère des Sports. Ce dernier, porteur d'instructions de son ministre de tutelle, sur la validité de l'unique staff des lions nommé par l'administration camerounaise, est expulsé du siège de la fédération.
Après l'altercation, le comité exécutif de la Fecafoot nomme un staff par intérim en vue des échéances sportives des lions indomptables de début juin 2024. Le 29 mai 2024, le lendemain, le ministre Narcisse Mouelle Kombi affecte le préparateur physique du staff nommé la veille, Narcisse Tinkeu Nguimgou, en service à l'INJS, à Moloundou, au sud est du Cameroun.